# Cosa fa vivere gli uomini
Cosa fa vivere gli uomini, tradotto anche come Di che cosa vivono gli uomini? (Чем люди живы, Čem ljudi živy?) è un racconto di Lev Tolstoj scritto nel 1881 e pubblicato per la prima volta su una rivista per bambini.

## Trama
Simon e Matryona sono una coppia povera che impara lezioni spirituali dopo aver accolto un uomo senza tetto. L’inizio della storia è segnato dalle difficoltà finanziarie di Simon e dalla scoperta di un uomo nudo in un tempio. Simon prende l’uomo con sé e lo aiuta. L’uomo, di nome Michael, rivela di essere un angelo. Michael insegna a Simon e Matryona le risposte alle domande: “Cosa esiste nell’uomo, cosa non è data all’uomo e con cosa vivono le persone?” L’amore esiste nell’uomo, la conoscenza dei propri bisogni non è data all’uomo e le persone vivono con Dio. La storia si conclude con l’ascensione di Michael al cielo. Questo racconto affronta una questione morale e religiosa: le persone vivono per se stesse o per amare gli altri?

## Edizioni
Anastatia Pasquinelli (a cura di), Che cosa rende vivi gli uomini, Latina, L'argonauta, 1991.